# Chilopionea postcuneifera
Chilopionea postcuneifera är en fjärilsart som beskrevs av Munroe 1964. Chilopionea postcuneifera ingår i släktet Chilopionea och familjen Crambidae. Inga underarter finns listade i Catalogue of Life.